# Неизживени спомени
Неизживени спомени (на английски: Needful Things – буквален превод – Необходими неща) е роман на ужаса/черна комедия от американския писател на ужасите Стивън Кинг от 1991 година. С тази книга Стивън Кинг се сбогува с измисленото от него градче, Касъл Рок, чиито тайни читателите мислят, че са разгадали.
В България книгата е издадена през 1994 г., от „Полипринт“ (Враца).